# Rwandská vlastenecká fronta
Rwandská vlastenecká fronta (RVF) je rwandská vládnoucí politická strana, jež vznikla v roce 1987, když se následkem nastolení vlády Museveniho z Keni do Ugandy přesunulo vedení Rwandské společnosti národní jednoty (RSNJ). RSNJ vznikla z dřívějšího Rwandského sdružení pro blaho uprchlíků (RSBU), které bylo ustaveno v roce 1979 jako odpověď na represe Tutsiů po pádu režimu Idi Amina. V jejím čele stojí od roku 1998 současný prezident Paul Kagame.
Diaspora rwandských Tutsiů vznikala v Ugandě od roku 1959, kdy se po protikoloniálním převratu dostali ve Rwandě k moci Hutuové. Tutsiové byli od té doby diskriminování a odcházeli ve statisících do zahraničí, především do Burundi a Ugandy. V Ugandě byli rovněž vystavováni určité diskriminaci, zejména v období vlád režimu Oboteho Ugandského lidové kongresu. V západní Ugandě žili Tutsiové společně s lidem Banyankole, který byl ovšem rozdělen, podobně jako ve Rwandě, na elitní vrstvu Bahima a nižší Bairu. Když provincii ovládli protestantští Bairu, byli rwandští Tutsiové vystaveni útlaku společně s Bahima. Ačkoliv si Tutsiové slibovali mnoho od převratu Idi Amina, zvýšil nový režim jejich nejistotu. Po nezdařeném útoku Oboteho z Tanzanie podezříval Idi Amin Rwandu z podpory pokusu o převrat a svůj hněv namířil nelogicky vůči Tutsiům. Když se vlády ve Rwandě ujal Habyarimana, přijal naopak řadu Tutsiů do své tajné služby („State Reaserch Bureau“), což Tutsiům zapříčinilo další nepříjemnosti po pádu Idi Aminovy vlády v roce 1979. Obote poté využíval domnělé vazby mezi Musevenim (ANO) a Rwanďany jako záminku k perzekuci obou stran. V říjnu 1982 došlo k útokům speciálních jednotek a hnutí mláděže Ugandského lidové kongresu proti Tutsiům. Bylo jim odcizeno asi 35000 kusů dobytka; 80000 lidí uprchlo ze svých domovů. Někteří pronikli do Rwandy, jiní zůstali uvězněni na ugandsko-rwandské hranici (asi 10000 osob). Po této události se řada Tutsiů přidala k ANO.
Když se Museveni chopil moci, vynesl řadu svých spolubojovníků na vrcholové posty ve státní správě (včetně Freda Rwigyemy). Tím si ovšem znepřátelil řadu Uganďanů a byl později nucen svou podporu Tusiům omezil a odvolat některé Tutsie z jejich úřadů. Tutsiové tak postupně začali znovu aspirovat na návrat do Rwandy. Toto úsilí bylo dále umocněno po francouzsko-africkém sněmu v La Baule (duben 1990), kdy François Mitterrand pronesl svůj „demokratizační“ projev, který řada afrických prezidentů, včetně Habiarymany, byla nucena respektovat alespoň v podobě kosmetických změn. Protože by případná demokratizace odstranila jeden z proklamovaných cílů Rwandské vlastenecké fronty – boj proti Habiarymanově diktatuře - zaútočila RVF 1. října 1990, v době, kdy byl Museveni i Habyarimana v New Yorku na konferenci OSN, na Rwandu. Vycházela však z mylných analogií mezi bojem ANO (ke které se připodobňovala) proti Obotemu (ke kterému připodobňovala Habiarymanu) a svým bojem. První dny útoku byly velice neúspěšné a vedly ke značným ztrátám RVF. Fred Rwigyema zemřel druhý den bojů. Smrt dalších prozatímních velitelů vedla k povolání P. Kagameho z USA v listopadu 1990. Z původní neúspěšné taktiky konvenčního boje se přešlo na taktiku guerilly, která ovšem byla ztížena faktem, že domorodé obyvatelstvo pod tlakem rwandské vládní propagandy před RVF prchalo (takže na dobytých území nezůstal takřka nikdo). Zpočátku tak nebylo možné rekrutovat nové síly, což bylo klíčové, když se rwandské vojsko rozrostlo z 5000 vojáků v říjnu 1990 na desetinásobek v roce 1994. Teprve v roce 1992 se podařilo významněji oslovit i rwandské Tutsii (což zároveň dalo podnět Habirarymaniho režimu k plánování genocidy). Významnou roli sehrála i tutsijská diaspora, která byla zdrojem financí.